# Massacre de Boston

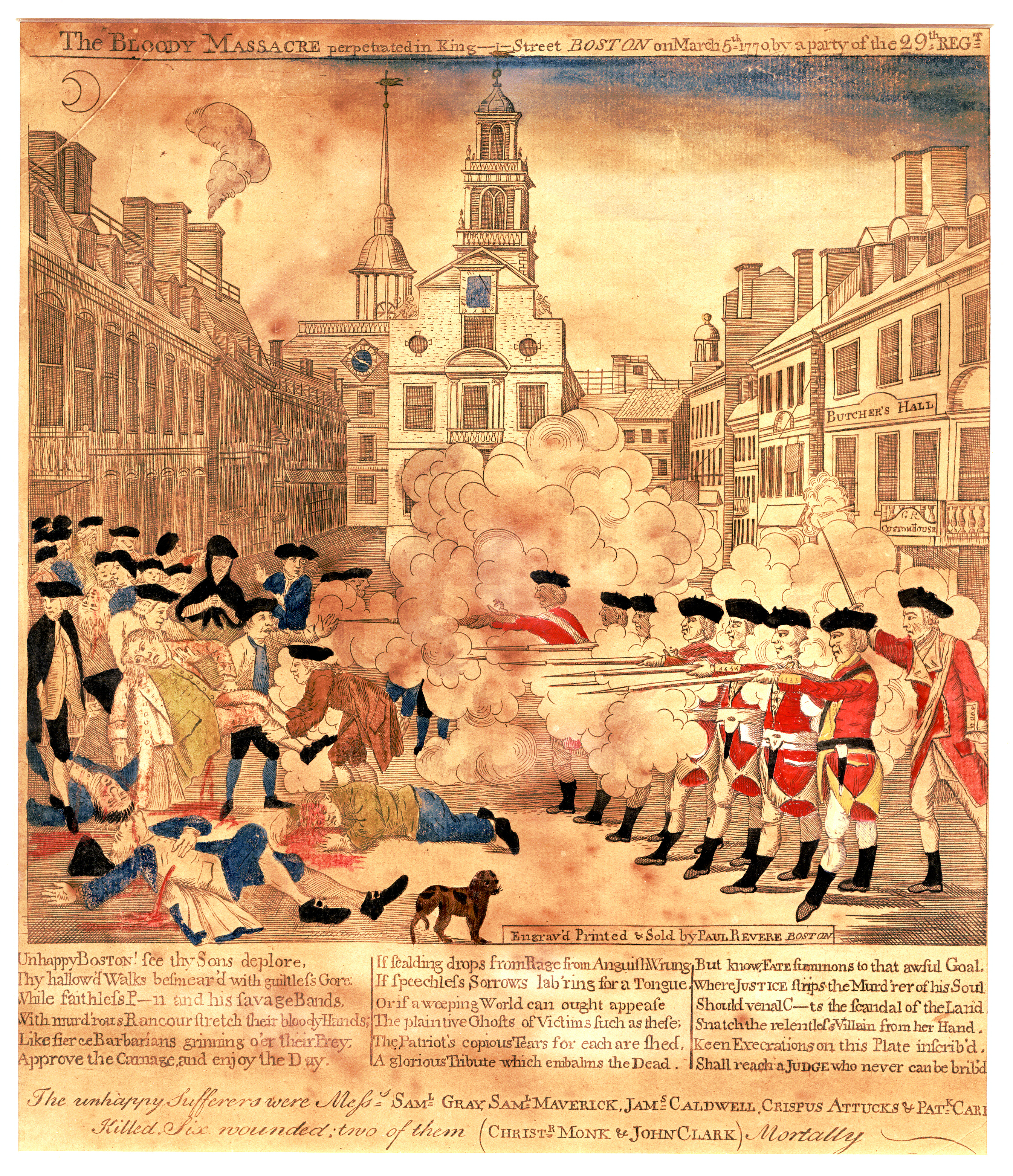
Gravat de Paul Revere

L'anomenada Massacre de Boston (coneguda com a Incident de King Street a Gran Bretanya) es produí la gèlida nit del 5 de març de 1770 i fou l'espurna que feu saltar la Revolució Americana. La tensió provocada per l'ocupació militar de Boston s'incrementà després dels trets que un grup de soldats dispararen contra un grup de nobles que estaven provocant disturbis. John Adams diria més tard que, després de la nit de la Massacre de Boston, la fundació de la independència d'Amèrica havia estat instaurada.

## Desenvolupament
L'incident començà quan un jove aprenent d'un fabricant de perruques anomenat Edward Garrick s'acostà a un oficial de la Casa de Duanes a la nit del cinc de març sol·licitant un pagament del seu mestre. Quan l'aprenent es tornà bastant sorollós en les seves demandes, un sentinella britànic, el soldat White, tragué el jove de l'edifici i començà a colpejar-lo per la seva insolència. Garrick, furiós, tornà amb un grup de colons i llançaren a White boles de neu, gel i deixalles.
El rebombori feu sortir l'oficial de guàrdia, el capità Thomas Preston, que arribà per ajudar White amb un caporal i un grup de vuit soldats del 29è Regiment d'a Peu. La gentada creixé en mida i continuà llançant pedres, fustes i trossos de gel als soldats britànics.
En mig de la confusió, se sentí l'ordre de no disparar donada pel capità Preston. Un dels militars, el soldat de primera Hugh Montgomery, caigué a terra a causa d'un cop, cosa que li feu disparar "accidentalment" el seu mosquet a l'aire (tanmateix, més tard reconegué que disparà expressament a la gentada). Als altres soldats els vingué el pànic i començaren a disparar a la multitud. Tres americans: Samuel Gray, James Caldwell i Crispus Attucks, un mulat, moriren a l'instant i dos altres més tard. Samuel Maverick morí l'endemà i Patrick Carr prop d'una setmana després. Els fets foren descrits per un argenter i gravador de Boston, anomenat Paul Revere, que vivia a prop d'allà. Revere mostra de forma incorrecta els fets. Segons ell, fou una lluita cos a cos, sense neu a terra, Attucks era blanc i el comandant britànic estigué sempre darrere les seves tropes. El cartell que indicava "Casa de la Duana" fou canviat per un que deia "Carnisseria".
Christian Remick, que colorà el gravat, senyalà incorrectament que l'esdeveniment s'havia produït de dia en posar-hi blau cel, tot i que s'observa clarament que està la lluna en quart creixent. 		
Els soldats implicats foren jutjats per un jurat compost per colons i amb John Adams (que posteriorment seria el successor de George Washington en la presidència) i Josiah Quincy II, un famós advocat americà, com a advocats de la defensa. Sis dels soldats foren declarats no culpables i uns altres dos (els dos únics que es comprovà que havien carregat dues vegades els mosquets), Hugh Montgomery i Matthew Killroy, foren declarats culpables d'homicidi, cosa que es castigava amb una marca al polze. L'oficial, el capità Thomas Preston, fou absolt; el jurat no pogué provar si havia realment ordenat als seus soldats disparar. La decisió del jurat donava a entendre que creia que els soldats havien estat clarament provocats però que el seu ús de la força fou desmesurat.
Samuel Adams encunyà el terme "Massacre de Boston" i l'utilitzà per fins de propaganda. Arguïa que la importància no radicava en el petit nombre de víctimes, sinó en el fet de la participació de la classe treballadora americana en un acte revolucionari. El funeral per les cinc persones mortes fou l'acte que congregà el major nombre de persones fins aleshores a Nord-amèrica. Els bostonians congregats exigiren la sortida de les tropes britàniques de la ciutat.